# Chhatri

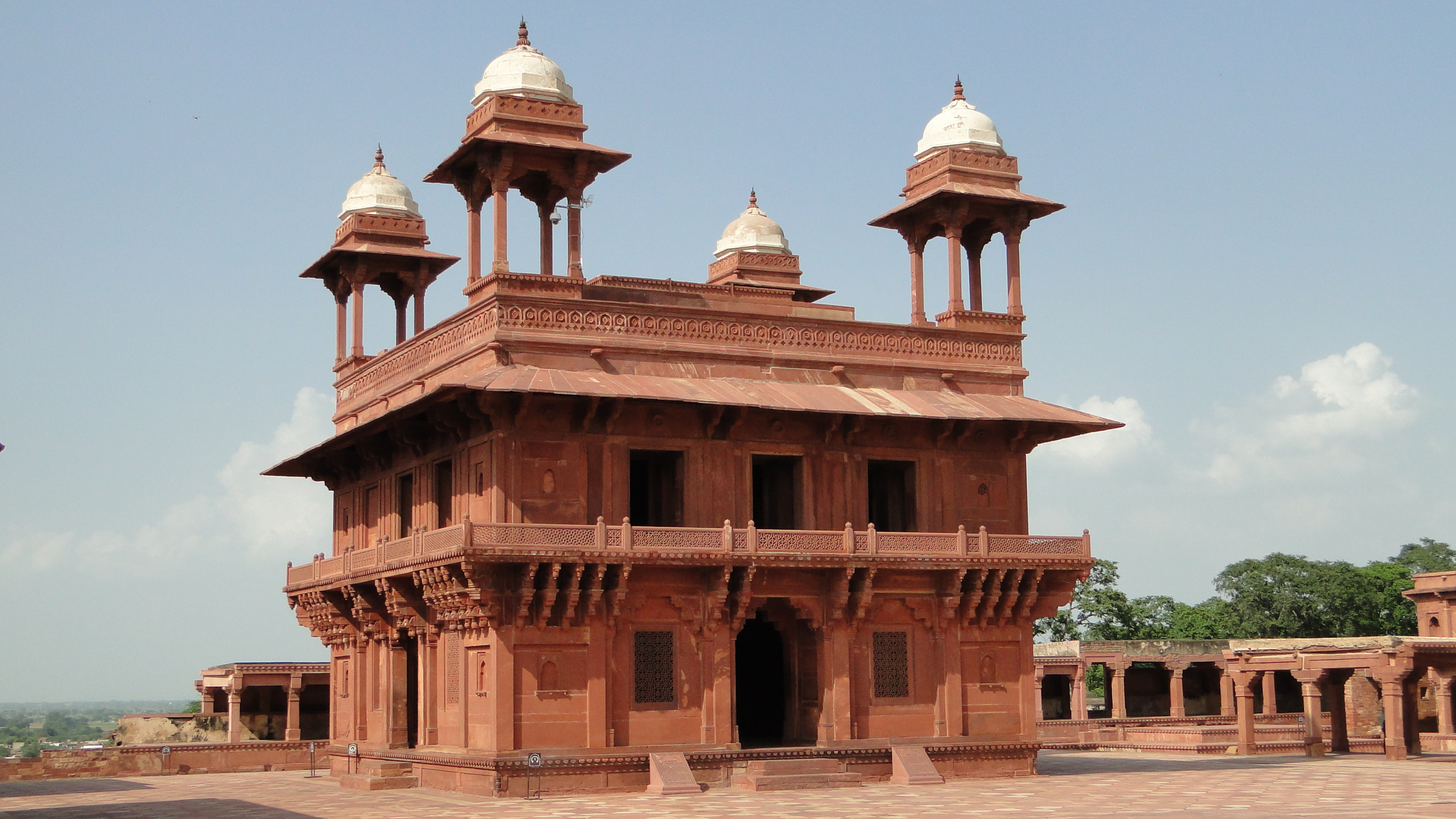
Chhatris op de vier hoeken van de Diwan-i-Khass (audiëntiezaal) in Fatehpur Sikri

Een chhatri (Sanskriet: chhattra = „Scherm“; in Gujarat ook Chhatedi) is een kleine, halfopen, verhoogde en koepelvormige paviljoen die wordt gebruikt als element in de Indo-Islamitische architectuur en de Indiase architectuur. Deze paviljoens hebben meestal een vierkant, achthoekig en ronde basis en de koepel wordt gedragen door vier of meerdere pilaren. Chhatris staan vaak als sierpaviljoens op de daken van wereldlijke, gedenkwaardige of heilige gebouwen.
Oorspronkelijk waren chhatris een luifel boven graven en ze dienen voornamelijk als decoratieve elementen in plaats van functionele elementen. De vroegste voorbeelden van chhatris die op het Indiase subcontinent werden gebruikt, werden gevonden in het heiligdom van Ibrahim in Bhadreswar, gebouwd tussen 1159 en 1175 na Christus.
Chhatris worden vooral aangetroffen in de Mughal-architectuur. De meest opmerkelijke overgebleven voorbeelden zijn te vinden in Humayuns tombe in Delhi en de Taj Mahal in Agra. Het Sultanaat Berar, gelegen in het Hoogland van Dekan voegde chhatris toe aan gebouwen in zijn verschillende hoofdsteden. Chhatris zijn ook gebruikt in Rajasthan en andere delen van het Indiase subcontinent door zowel moslim- als hindoeïstische heersers.